# Mistral Office Tower
La Mistral Office Tower est un gratte-ciel de 216 mètres construit en 2017 à Izmir en Turquie.  